# 제르미날
《제르미날》(Germinal)은 1885년 출판된 에밀 졸라의 소설이다. 루공 마카르 총서의 13번 도서.
〈루공 마카르〉 총서 제13권. 졸라는 전부터 정치적 민중봉기의 모습을 쓰고 싶었고 20세기 최대의 문제가 될 노사(勞使)분쟁을 쓰려고 했다. 그리하여 1884년 북프랑스 앙장 탄광의 스트라이크를 직접 돌아본 뒤에 이 대작을 썼다. 줄거리는 간단한 작품이다.
주인공 에티엔느 랑티에는 실업(失業)으로 북프랑스의 몽수 탄광에 가서 갱부(坑夫)로 취직을 하고 비참한 생활을 하다가 지도자가 되어 파업을 일으켜 군대의 처참한 탄압을 받는다. 그때 러시아인으로 망명한 아나키스트가 수도(水道)를 파괴하여 갱(坑)은 순식간에 수몰(水沒)한다. 에티엔느는 살아났지만 애인 카트리느는 그 속에서 죽는다. 군중 서사시적인 장대한 소설로 앙드레 지드는 이것을 졸라의 최고 걸작이라 하였다.

## 줄거리
제르베즈와 랑티에의 아들인 젊은 에티엔 랑티에는 고용주의 따귀를 때린 것 때문에 해고당한다. 실업자 신세로 일을 찾아 북프랑스로 떠나 몽수의 광산에 취직, 그곳의 열악한 노동환경을 목도하게 된다. (이 작품을 집필하기 위해 졸라는 광산 노동 현장을 다방면으로 취재했다고 한다.)
광부 가족인 마외 일가를 알게 되고 젊은 딸 카테린과 사랑에 빠진다. 그러나 카테린은 난폭한 일꾼 샤발의 애인이었고, 에티엔의 마음을 몰라주는 것은 아니지만 애매한 태도를 취한다.
광산 회사가 경제난을 이유로 들며 임금 삭봉을 선언하자 에티엔은 광부들을 파업으로 선동한다. 광부들의 체념에도 불구하고 설득에 성공하고 자신의 더욱 정의롭고 평등한 사회 이상을 나누어준다.
파업이 시작되자 광산회사는 강경한 태도를 취하고 어떠한 협상도 거부한다. 몇 주에 걸친 투쟁에 굶주린 노동자들의 기세는 점점 활기를 잃어가고, 군인들이 질서를 회복하려 하나 파업은 계속된다. 소요 도중에 많은 광부들이 시위자들에게 발포하는 군인들에게 맞서는데, 이 때 에티엔의 하숙주인 마외가 살해당한다.
광부들은 결국 다시 일을 하기로 한다. 그 때 무정부주의자 일꾼인 수바린이 광산을 터트리고, 몇몇 광부들이 사망한다. 에티엔과 카테린과 그 애인 샤발은 광산에 갇히 된다. 샤발은 에티엔을 도발하고 결국 그에게 살해당한다. 비로소 자신의 연인이 된 에티엔의 품 안에서 카테린은 구조원들이 도착하기 전에 사망하고, 에티엔은 이 지옥에서 빠져나와 좀더 평온하게 살기 위해 파리로 떠난다. 언젠가는 노동자들이 불의를 꺾으리라는 확고한 희망을 안고서…